# Karolína Huvarová
Karolína Huvarová (Nový Jičín, 29 de abril de 1986) es una modelo, cantante y entrenadora de fitness checa. Fue la primera mujer europea en entrenar a un equipo de hockey masculino profesional estadounidense, y ha aparecido en revistas como la edición checa de Playboy.

## Primeros años
Karolína Huvarová nació el 29 de abril de 1986 en la ciudad checa de Nový Jičín, en la entonces Checoslovaquia, pero pronto se trasladó con su familia a Fulnek, en la región de Moravia-Silesia, donde estudió en la escuela primaria J. A. Komenského. Después de ello, asistió al instituto de Vítkov.
Entre 2006 a 2010, asistió a la Universidad de Ostrava y se graduó con un máster en lengua checa y educación musical. También tiene un certificado en derecho de la inmigración estadounidense por la Universidad Americana, en Washington D. C., en 2020.

## Comienzo de carrera y artes escénicas
Huvarová recibió una educación musical que incluía canto coral, piano, ballet y danza moderna, así como clases particulares de canto. Durante la escuela primaria cantó en fiestas y eventos con el grupo local "Relax". En 2004, Huvarová compitió en la primera temporada del concurso televisivo de canto Česko hledá SuperStar, y llegó a los 40 primeros puestos, antes de ser eliminada en la primera semifinal televisada. Dice que le encantó el concurso, pero se tomó un descanso por sus estudios. Su formación universitaria era para enseñar el segundo nivel de la escuela primaria, pero nunca dio clases.
En 2010, volvió a cantar bajo el nombre de "Kaya" (un diminutivo común de Karolína). Grabó varios singles de canciones, uno de los cuales, Štěstí, alcanzó el top 10 de las listas de discos en las emisoras de radio Kiss Morava y ČAS Radio. En 2011, apareció en un papel secundario en la película Bastardi 2. Ese mismo año, su foto en bikini ganó un concurso de belleza para el canal de televisión checo TV Nova.
Huvarová también ha bailado profesionalmente, como bailarina de acompañamiento del cantante trinitense-alemán Haddaway, desde 2015. En 2017 bailó para Haddaway en la República Checa, Dinamarca, y para la firma de moda alemana Gerry Weber.

## Fitness

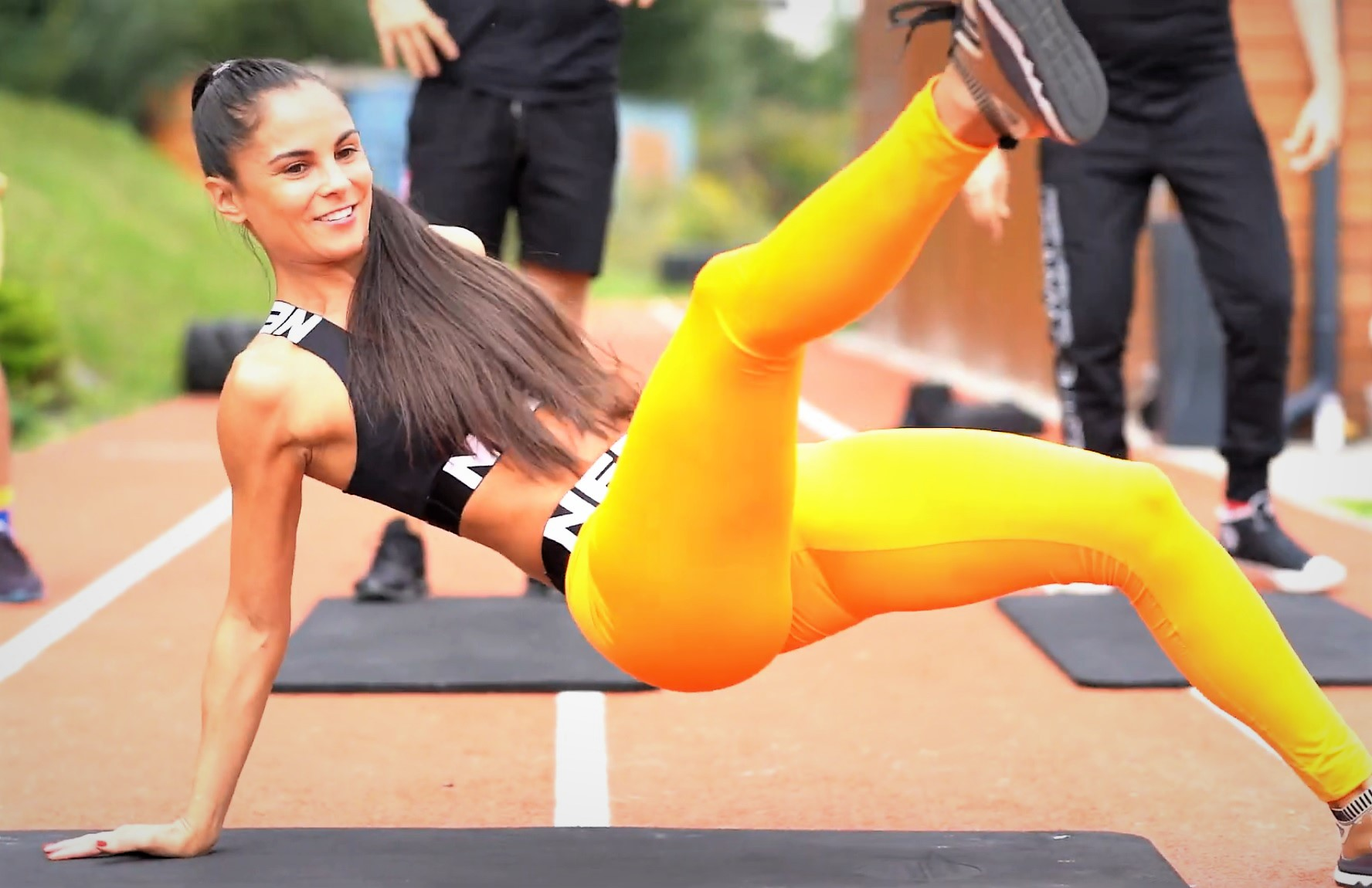
Huvarová en una demostración de ejercicios físicos en 2020.

Huvarová obtuvo la licencia de instructora de fitness en 2004 y mantuvo su propio gimnasio en Fulnek de 2004 a 2006.
Comenzó a competir en fitness y figura en 2014. Compitiendo como Karolína Oravski, ganó el segundo puesto en el campeonato de bikini fitness de 2015 de Moravia y Silesia hasta 164 cm, y el décimo puesto en parejas mixtas hasta 164 cm. Esto le permitió ser representante de la República Checa en los Campeonatos Mundiales de la Federación Internacional de Fisicoculturismo de 2015 en Budapest, si bien no consiguió llegar a las semifinales.
A lo largo de 2016, Huvarová tuvo un reportaje recurrente ("Zpátky do Formy!: Back in Shape!") en la revista de la región de Ostrava llamada Magazín LEČO, donde hacía demostraciones de ejercicios.

### Jugadora y entrenadora de hockey
En 2016, Huvarová viajó a Estados Unidos para ver a su novio, el jugador y entrenador de hockey sobre hielo checo-austríaco Andre Niec. Él fue contratado para entrenar al equipo profesional de hockey sobre hielo Berlin River Drivers en Nuevo Hampshire, y ella se convirtió en la entrenadora del equipo en la segunda temporada. En 2017, cuando los Drivers cesaron sus operaciones, Niec y Huvarová se convirtieron en entrenador principal y entrenadora del equipo de hockey sobre hielo Carolina Thunderbirds (FPHL) en Winston-Salem (Carolina del Norte). Ella pasaría más de la mitad del año en Estados Unidos, durante la temporada de hockey sobre hielo de octubre a abril, y el verano en la República Checa. Allí realizó entrenamientos de fitness para jugadores de fútbol del Baník Ostrava y clientes privados.
El 1 de noviembre de 2018, Huvarová fue nombrada entrenadora jefe interina de los Thunderbirds después de que Niec fuera suspendido por seis partidos. Esto convirtió a Huvarová en la primera mujer europea en entrenar a un equipo profesional de hockey masculino estadounidense, y la segunda mujer (después de Nicole Kirnan, que entrenó a los 1000 Islands Privateers en 2013). Bromeó diciendo que se había ganado el puesto "en la cama". La suspensión de Niec se redujo a 4 partidos el 12 de noviembre, y volvió a entrenar a los Thunderbirds. Las 3 victorias y 1 derrota de Huvarová la convirtieron en la entrenadora de hockey de la historia de la FPHL con más victorias de equipo, por encima del récord de Kirnan de 2-3. Los Thunderbirds terminaron la temporada con 39 victorias de 46 partidos, incluyendo un récord de la Federal Prospects Hockey League de 24 victorias consecutivas, y fueron los campeones de la liga. Como recompensa a los jugadores, 5 de los cuales eran checos, Huvarová cantó el himno nacional checo antes de un partido.
Huvarová ganó otro partido como entrenador interino de los Thunderbirds el 27 de diciembre de 2019, mientras Niec cumplía otra suspensión de un partido. Niec fue suspendido por otros ocho partidos (por participar en una pelea en el banquillo) en marzo de 2020, antes de que se cancelara la temporada debido a la pandemia de coronavirus. Probablemente habría tenido que cumplir esas suspensiones en la temporada 2021-22, pero dejó el equipo en 2021 para convertirse en ojeador europeo de los Florida Panthers.

## Modelaje
En 2018, Huvarová se puso en contacto con la edición checa de la revista Playboy, y se ofreció a escribir un artículo sobre el entrenamiento físico del equipo de hockey estadounidense Carolina Thunderbirds. El artículo, y su correspondiente pictórica, aparecieron en el número de junio de 2018. También apareció en la portada del número de octubre de 2018 de la revista Časopis Fitness.
En 2020, Huvarová se dio a conocer como una celebridad del fitness en Instagram, con más de 95.000 seguidores. Niec filmó muchos de sus vídeos. En septiembre de 2020, Huvarová se convirtió en modelo destacada de la marca de ropa europea Nebbia Fitness. Un mes después, fue la Playmate checa de Playboy, y modelo de portada de octubre de 2020. Su pictórica fue fotografiada por Alžběta Jungrová. Nebbia organizó una fiesta de lanzamiento para el número de la revista, donde fue bautizada formalmente con champán por el rapero Sharlota. Huvarová fue entrevistada sobre el pictorial de Playboy en el programa de entrevistas de televisión Show Jana Krause.

## Vida personal
Huvarová y Andre Niec se comprometieron durante el Año Nuevo de 2020, anuncio que hicieron público a través de Instagram.